# Belchen
Belchen (1414 m n.p.m.) – piąty pod względem wysokości szczyt w Schwarzwaldzie. Leży w południowo-zachodniej części Niemiec, w kraju związkowym Badenia-Wirtembergia. Na szczyt prowadzi wiele szlaków. Można także na niego wjechać, korzystając z kolejki linowej, dzięki której z liczbą 300 tysięcy odwiedzających rocznie należy do najczęściej odwiedzanych szczytów w południowym Schwarzwaldzie. Znajduje się tu schronisko Belchenhaus oraz ośrodek narciarski posiadający blisko 13 km tras zjazdowych o różnym stopniu zaawansowania. Dolna stacja znajduje się na wysokości 1100 m, a górna na 1363 m n.p.m.
Szczyt słynie z jednego z najrozleglejszych widoków w całym Schwarzwaldzie. 

## Galeria

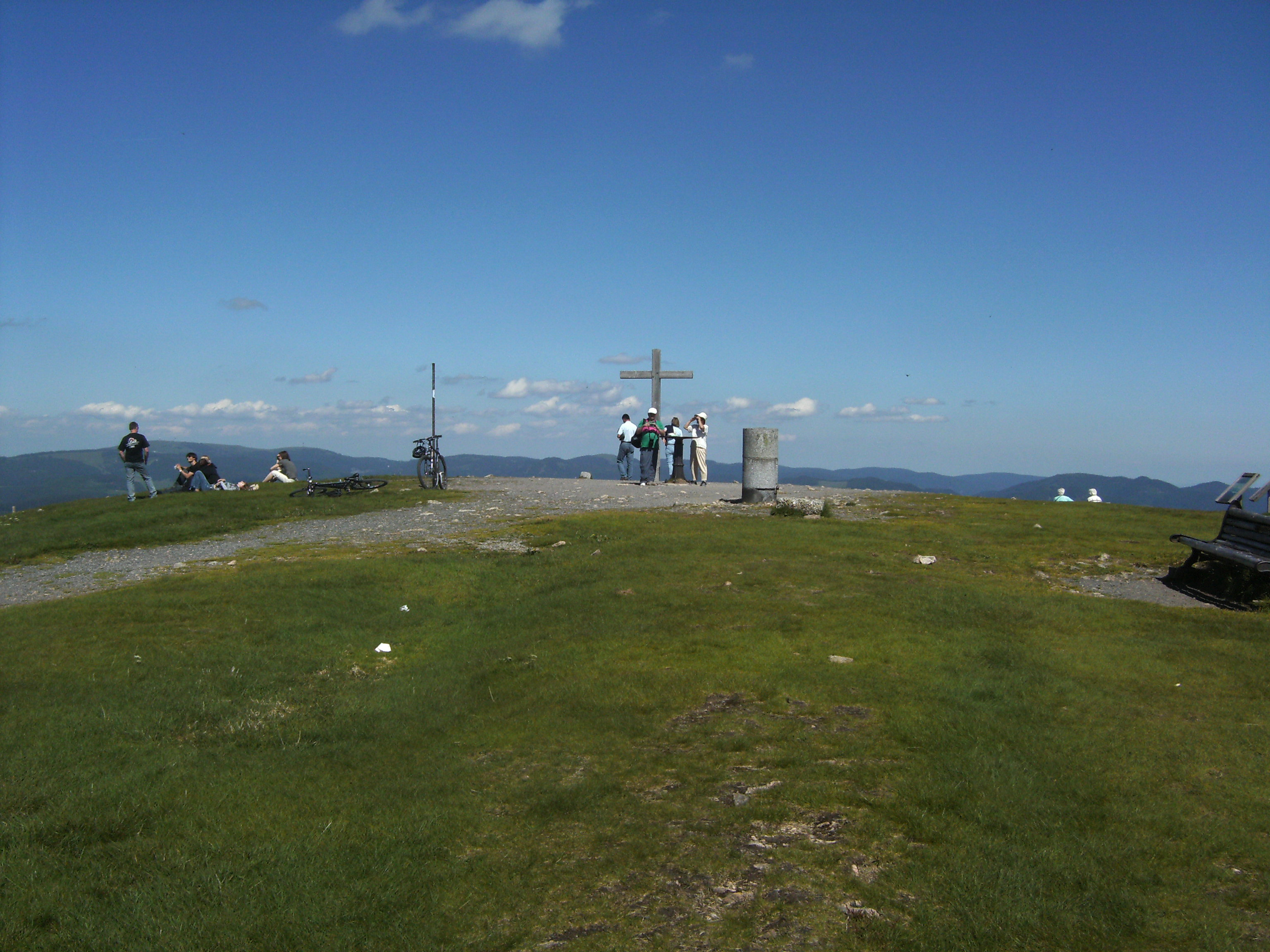
Krzyż na szczycie
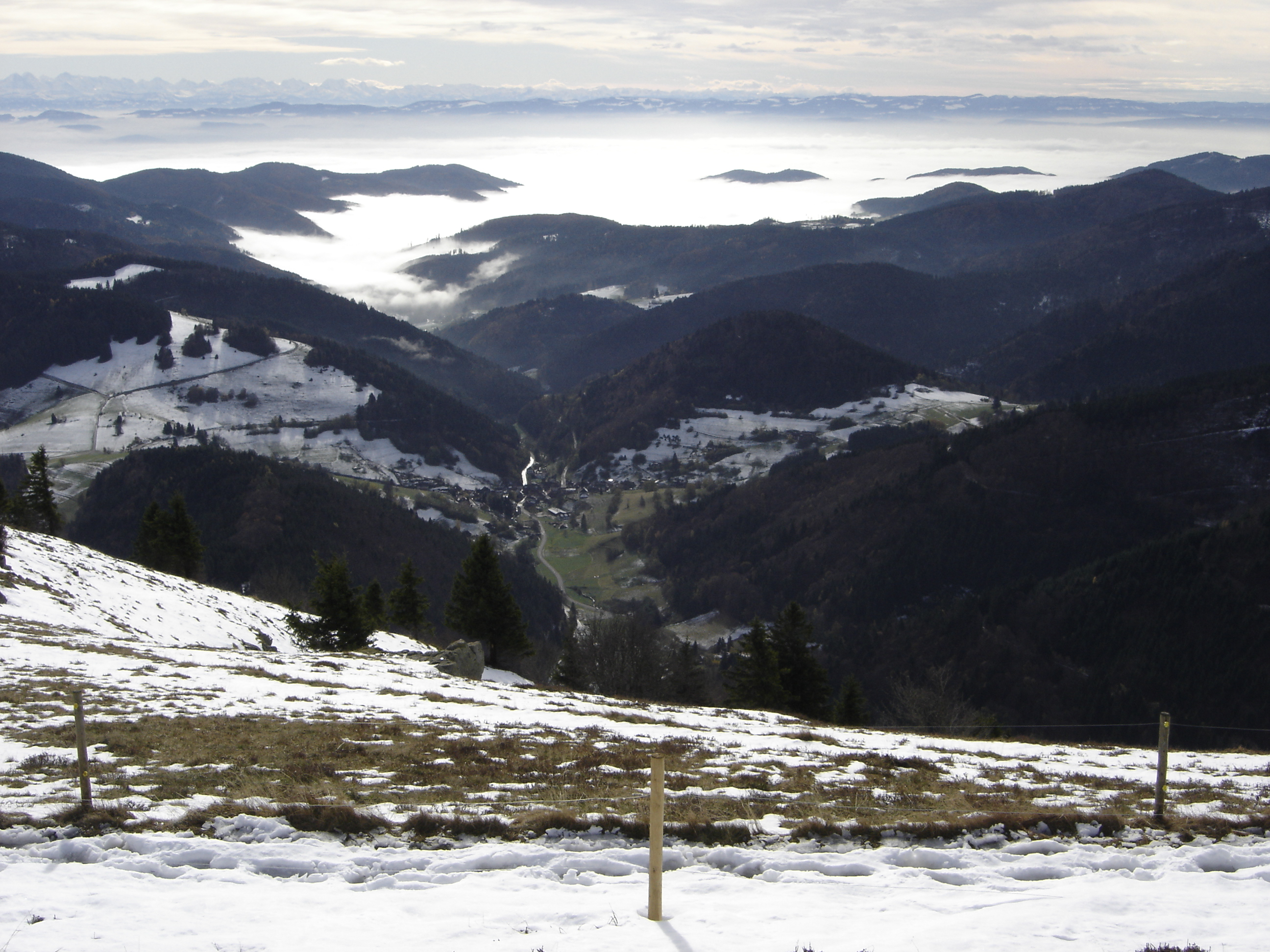
Widok ze szczytu
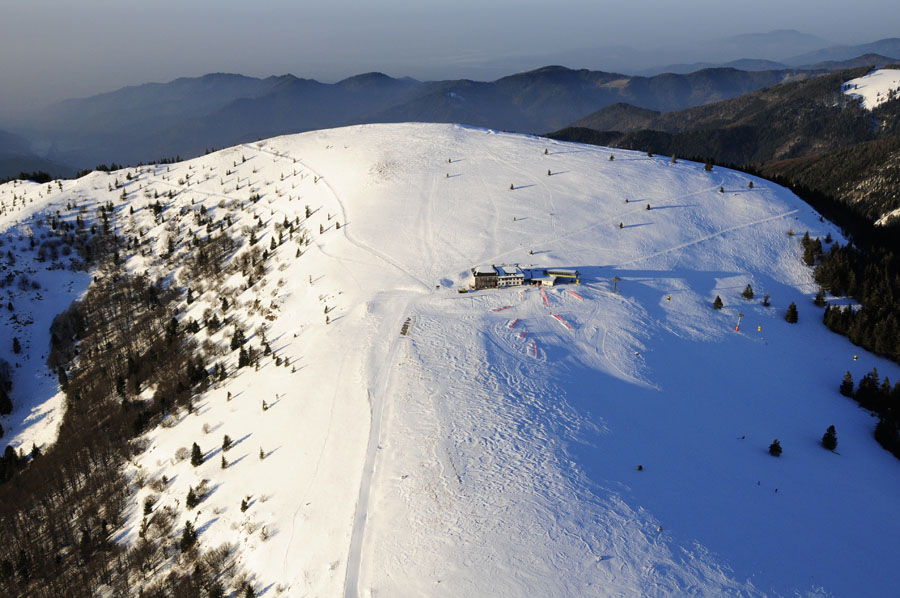
Szczyt